# Oud-Vossemeer
Vieux-Vossemeer est un village appartenant à la commune néerlandaise de Tholen, situé dans la province de la Zélande. En 2005, le village comptait environ 2 500 habitants.
Oud-Vossemeer était une commune indépendante jusqu'au 1er juillet 1971. À cette date, toutes les anciennes communes de l'île de Tholen fusionnèrent pour ne plus former qu'une seule commune, celle de Tholen (commune).